# Laglorieuse
Laglorieuse (gaskonsko La Gloriosa) je naselje in občina v francoskem departmaju Landes regije Akvitanije. Naselje je leta 2009 imelo 564 prebivalcev.

## Geografija
Kraj leži v pokrajini Gaskonji 9,5 km jugovzhodno od središča Mont-de-Marsana.

## Uprava
Občina Laglorieuse skupaj s sosednjimi občinami Benquet, Bougue, Bretagne-de-Marsan, Campagne, Haut-Mauco, Mazerolles, Mont-de-Marsan, Saint-Perdon in Saint-Pierre-du-Mont sestavlja kanton Mont-de-Marsan Jug s sedežem v Mont-de-Marsanu. Kanton je sestavni del okrožja Mont-de-Marsan.

## Zanimivosti
- cerkev Notre-Dame de Laglorieuse, iz 60. let 19. stoletja,
- vodnjak Saint-Guirons.